# Proagonistes superbiens
Proagonistes superbiens är en tvåvingeart som först beskrevs av Mario Bezzi 1908.  Proagonistes superbiens ingår i släktet Proagonistes och familjen rovflugor. Inga underarter finns listade i Catalogue of Life.